# Norman Bowler
Norman Bowler est un acteur britannique né le 1er août 1932 à Londres (Royaume-Uni).

## Filmographie
- 1961 : Harpers West One (série télévisée) : Roger Pike
- 1961 : The Ship That Couldnt Stop (TV) : Wainwright
- 1966 : Softly Softly (série télévisée) : Det. Sgt. / Det. Insp. / Det. Chief Insp. Hawkins
- 1967: Chapeau Melon et Bottes de Cuir (la chasse au trésor: Mike)
- 1968 : Le Raid suicide du sous-marin X1 (Submarine X-1) de William A. Graham : Sub-Lt. Pennington, RN
- 1969 : Letters From the Dead (feuilleton TV) : Peter Allery
- 1970 : Julius Caesar : Titinius
- 1977 : Jésus de Nazareth (feuilleton TV) : Saturninus
- 1979 : Park Ranger (série télévisée) : David Martin
- 1980 : A Little Silver Trumpet (feuilleton TV) : Jim Ashburn
- 1980 : Maggie's Moor (série télévisée) : Father
- 1982 : The Island of Adventure : Bill Smugs
- 1985 : Jamaica Inn (TV) : Captain
- 1985-1987 : Crossroads (série télévisée) : Sam Benson (1985-1987)
- 1987 : Renegade : Moose
- 1988 : Destroying Angel
- 1972 : Emmerdale Farm (série télévisée) : Francis 'Frank' Ronald Tate (1989-1997)
- 2002 : Living in Hope : Dad